# Heilig Hartbeeld (Ospel)
Het Heilig Hartbeeld is een standbeeld in de Nederlandse plaats Ospel, in de provincie Limburg

## Achtergrond
P.J.H. Carels (1852-1935) vierde in 1924 zijn zilveren jubileum als pastoor in Ospel. Hij nam het initiatief tot het plaatsen van een Heilig Hartbeeld. Het beeld, gemaakt door Albert Verschuuren, werd in 1926 geplaatst in een speciaal daarvoor ingericht parkje bij de R.K. Kerk O.L. Vrouw Onbevlekt Ontvangen. Het park is tegenwoordig onderdeel van het kerkhof.

## Beschrijving
Het monument bestaat uit een beeldengroep; in het midden staat een in gedrapeerd gewaad geklede Christusfiguur die zijn rechterhand zegenend opheft en met zijn linkerhand naar het Heilig Hart op zijn borst wijst. Aan zijn rechterzijde een geknielde vrouw met kind en aan zijn linkerzijde een geknielde man met een zak op zijn schouder. De beeldengroep is geplaatst op een sokkel in het midden van een muur. Op de beide uiteinden van de muur is een lantaarn geplaatst. 
Op de sokkel onder de figuren is in reliëf drie teksten geplaatst, van links naar rechts: Komt allen tot Mij, Ziet uw koning en Ik zal u helpen. Over de gehele breedte is een lage bordestrap aangebracht.